# Bainang

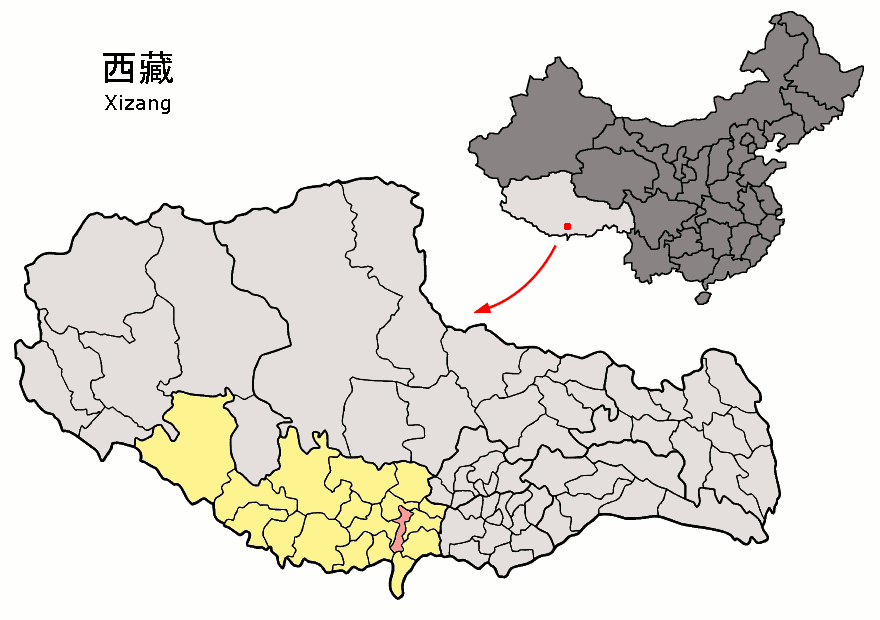
Lage des Kreises Bainang (rosa) in Xigazê (gelb)

Bainang (tibetisch: པ་སྣམ་རྫོང་, Umschrift nach Wylie: pa snam rdzong, auch Panam Dzong; chinesisch 白朗县, Pinyin Báilǎng Xiàn) ist ein Kreis der bezirksfreien Stadt Xigazê im Autonomen Gebiet Tibet der Volksrepublik China. Die fläche beträgt 2.801 Quadratkilometer und die Einwohnerzahl 44.564 (Stand: Zensus 2020). 1999 zählte Bainang 41.516 Einwohner.

## Administrative Gliederung
Auf Gemeindeebene setzt sich der Kreis aus zwei Großgemeinden und neun Gemeinden zusammen. Diese sind (Pinyin/chin.)
- Großgemeinde Luojiang 洛江镇
- Großgemeinde Gadong 嘎东镇

- Gemeinde Bazha 巴扎乡
- Gemeinde Ma 玛乡
- Gemeinde Wangdan 旺丹乡
- Gemeinde Qunu 曲奴乡
- Gemeinde Duqiong 杜琼乡
- Gemeinde Qiangdui 强堆乡
- Gemeinde Gapu 嘎普乡
- Gemeinde Zhexia 者下乡
- Gemeinde Dongxi 东喜乡